# Confédération des Sedangs
 (septembre 2017).
Si vous disposez d'ouvrages ou d'articles de référence ou si vous connaissez des sites web de qualité traitant du thème abordé ici, merci de compléter l'article en donnant les références utiles à sa vérifiabilité et en les liant à la section « Notes et références ».
1889–1897
Entités précédentes :
- Royaume des Sedangs

Entités suivantes :
- Indochine française

La Confédération des Sedangs est une union entre différentes tribus d'Indochine. Cette confédération fut en place de 1889 à 1897. Elle succède au royaume des Sedangs, fondé par un officier français, Marie-Charles David de Mayrena. La confédération est annexée en 1897 dans l'Indochine française. Son territoire se situe dans l’arrière-pays de l’Annam.

## Histoire
En 1888, un officier français du nom de Mayrena, au service de l'Indochine française, unifia quelques tribus à l'extrémité de l'Annam. Ses tribus portaient le nom des Sedangs. Fortement apprécié auprès des Sedangs, Mayrena rédige une constitution qui instaure le royaume des Sedangs dont il est proclamé roi sous le nom de Marie Ier. Son règne prend fin après qu'il fut contraint de quitter son royaume après une intervention française en 1889. Cependant, l'union des tribus Sedangs ne prend pas fin avec la chute de Mayrena. Le territoire des Sedangs devient alors une confédération qui, pour éviter l'annexion, doit accepter un protectorat français. L'empereur d'Annam, Thành Thái, étant alors au service des Français après la mise en place du protectorat d'Annam, accepte qu'un membre de sa famille devienne « prince dynastique » de cette confédération. C'est le prince Khải Định, ex-héritier d'Annam, qui est choisi pour assumer ce titre. Comme la confédération est un protectorat français, le pouvoir administratif est réservé au ministre-gouverneur français de la Confédération qui est Jules Harmand.
La confédération prend fin en 1897, date à laquelle le territoire des Sedangs est annexé au protectorat d'Annam, lui-même attaché à l'Indochine française.